# バルク・チョルバス
バルク・チョルバス（トルコ語：Balık çorbas）とは、トルコ語で魚のスープ、あるいはオスマン料理の伝統的なチョルバを指す言葉である。バルク・チョルバスは1859年に出版されたオスマントルコ初の料理本に掲載されている。

## オスマン料理におけるバリエーション
オスマン帝国で最初に印刷された料理本である『Melceü't-Tabbâhîn』には、バルク・チョルバスという料理が掲載されている。